# Мадере-Солейман
Мадере-Солейман (перс. مادرسلیمان‎) — город в Иране. Административный центр бахша Пасаргад шахрестана Пасаргад остана (провинции) Фарс. Расположен близ руин древнего города Пасаргады — столицы Кира II Великого.
Получил название от развалин Тахт-Мадере-Солейман («Трон Матери Соломона») — большой, сложенной из камня платформы на западной стороне холма Талл-и Тахт («Тронный холм»). Платформа является частью незавершённого  строительством дворца времён Кира Великого и свидетельствует о внезапном прекращении строительных работ в городе Пасаргады. Дарий I возвёл на платформе и прилегающей территории  крупное сооружение из сырцового кирпича с крепкими стенами.
Расположен на берегу реки Пулвар (Рудханейе-Моргаб, Рудханейе-Сивенд), притока реки Кур. В 2007 году после проведения спасательных археологических работ построена грунтовая Сивендская плотина, создано водохранилище для целей ирригации. Высота плотины составляет 57 м, а ширина в верхней части — 600 м.